# Pałac w Baszkowie
Pałac w Baszkowie – zabytkowy pałac w miejscowości Baszków (wieś w województwie wielkopolskim).
Pałac wybudowany w  1820 przez Mikołaja Gorgoni Mielżyńskiego, który poślubił Brygittę Sczaniecką  herbu Ossoria, przebudowany na przełomie XIX/XX w. W 1861 majątek na licytacji nabył Henryk XII Reuss. Jego herb znajduje się w kartuszu we frontonie (szczycie) nad wejściem.
Obiekt jest częścią zespołu pałacowego w skład którego wchodzą jeszcze:
- park z XIX w.[3], w którym pierwszej połowie XIX w. znajdowały się jeszcze piwnice zamku Zborowskich[4][2]
- piwnice gorzelni z pierwszej ćwierci XIX w.[5][1]

Herb von Reuss
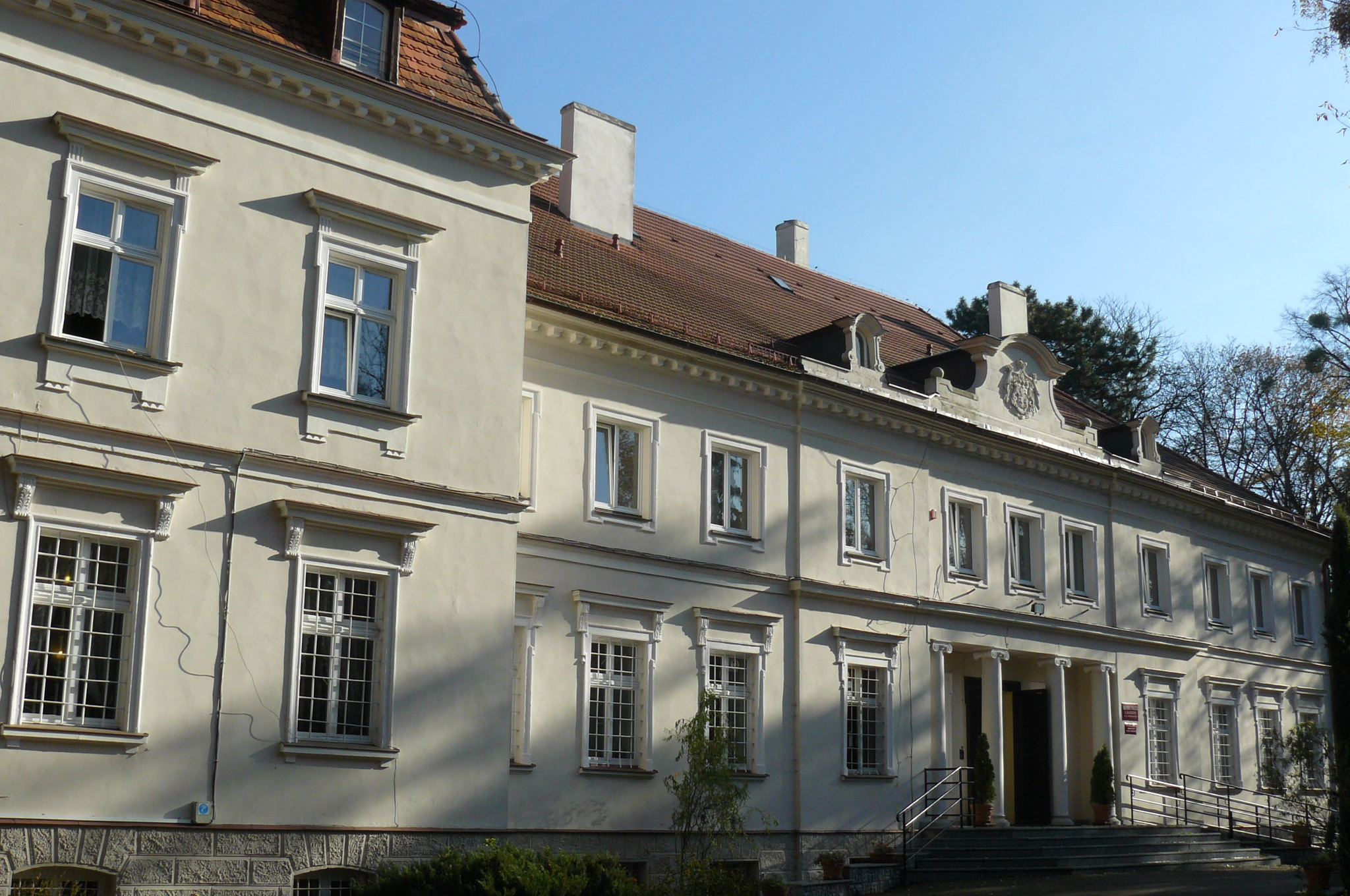
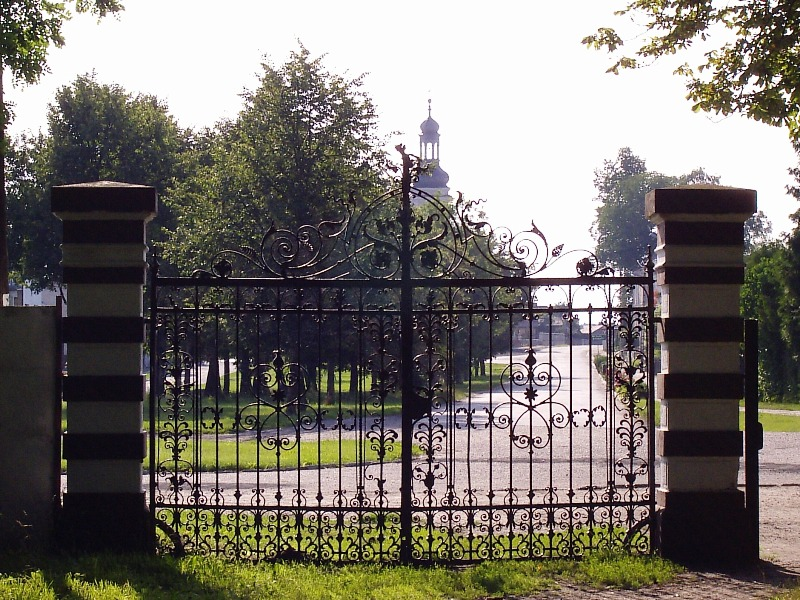